# Стукаловка (Белопольский район)
Стукаловка (укр. Стукалівка) — село,
Рыжевский сельский совет,
Белопольский район,
Сумская область,
Украина.
Код КОАТУУ — 5920687405. Население по переписи 2001 года составляло 5 человек .

## Географическое положение
Село Стукаловка находится в урочище Рыбковщина, в 2-х км от правого берега реки Вир.
В 2-х км расположено село Атинское, в 3,5 км — город Белополье.
К селу примыкает небольшой лесной массив.